# Friedenskirche (Darmstadt)

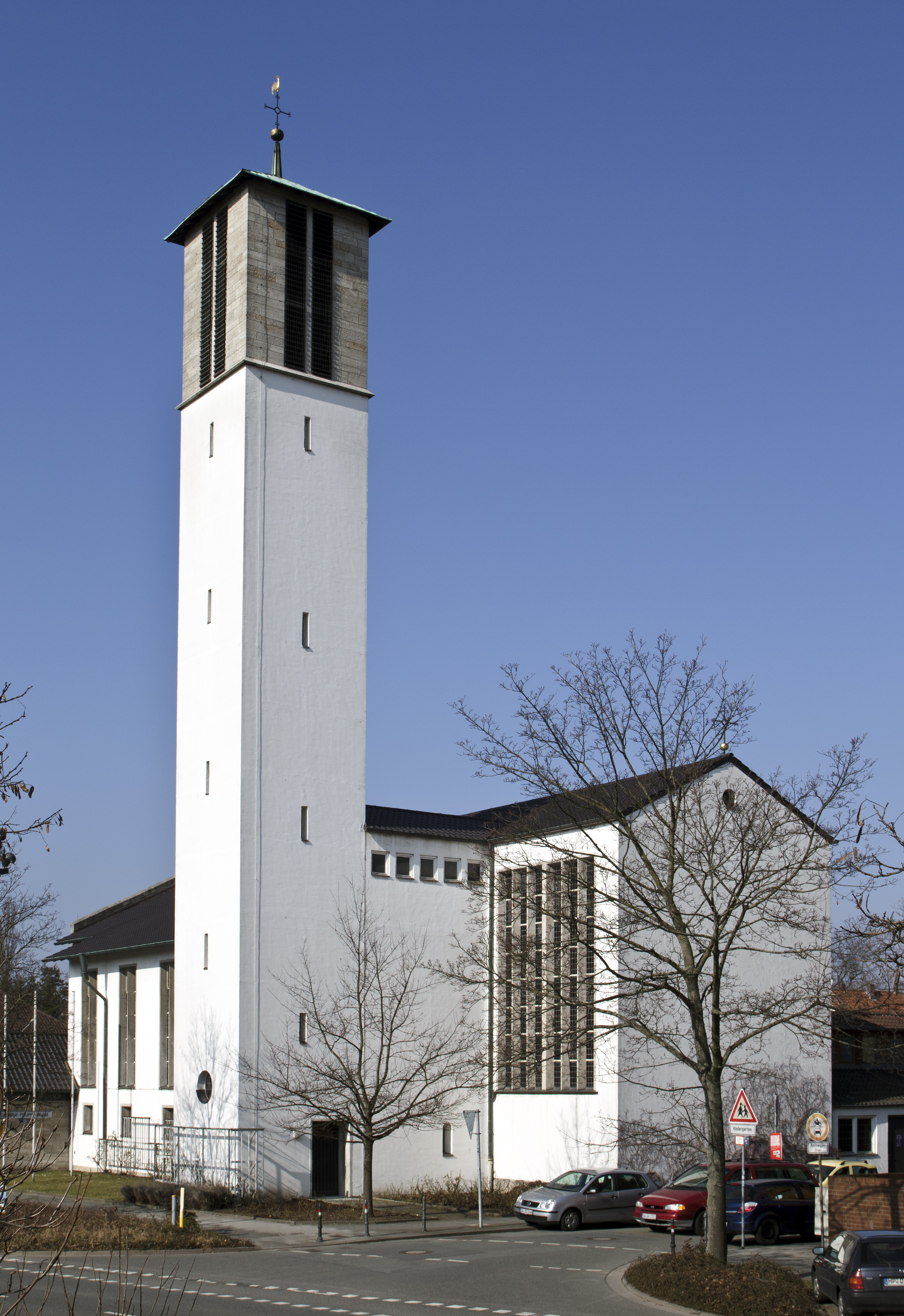
Friedenskirche (2011)

Die Friedenskirche ist eine evangelische Kirche im südhessischen Darmstadt.

## Entstehungsgeschichte
Die Friedenskirche ist Teil der Friedensgemeinde, bestehend aus Gemeindesaal, Gemeindebüro nebst Hausmeister- und Pfarrwohnung, Kindertagesstätte und Kirche.
Die Friedensgemeinde wurde 1953 gegründet. Den architektonischen Entwurf der Kirche lieferte der seit 1933 an der TH Darmstadt lehrende Kirchbaumeister Karl Gruber.
Mit den Bauarbeiten wurde 1963 begonnen und die Kirche als Friedenskirche am 27. Juni 1965 eingeweiht. Der Name der Gemeinde und der Kirche drückt die Friedenssehnsucht nach den Verwüstungen und den Schrecken zweier Weltkriege aus sowie die Furcht vor einem dritten Weltkrieg.
Dazu wählte man einen Bibelvers aus dem Epheserbrief 2,14 aus: "Er ist unser Friede".
Die künstlerische Ausgestaltung wurde den Darmstädter Künstlern Fritz Schwarzbeck und Bruno Müller-Linow anvertraut. Beide legten ihren Entwürfen unterschiedliche Epochen der Kirchengeschichte zu Grunde.

## Raumkonzept
Die reiche Erfahrung mit historischen Kirchbauten Karl Grubers zeigt sich im architektonischen Konzept einer Saalkirche mit rechteckigem Altarraum und zwei seitlichen Arkadengängen sowie den geschlämmten weißen Backsteinwänden.
Durch die Beleuchtung in den Arkadengängen erhält der Raum abends eine warme Atmosphäre, die durch die Kerzen im Mittelschiff und im Altarraum verstärkt wird.
Die dekorativen Kirchenfenster fallen auf den ersten Blick nicht auf. Betritt der Besucher die Kirche vom westlichen Eingang, nähert er sich, aus dem Halbdunkel unter der Chorempore kommend, dem in hellem Licht erstrahlenden Ostchor. In dessen Mittelpunkt steht der Altar mit dem Kreuz des Auferstandenen Jesus Christus, über dem eine Dornenkrone schwebt.

## Fenster im Arkadengang
Das Gestaltungskonzept, der von Bruno Müller-Linow entworfenen Glasfenster, verkündet den Namen der Gemeinde – „Frieden“ – in unterschiedlicher Gestalt.

### Sintflutfenster
Das erste Fenster rechts vom Eingang zeigt den Friedensbund mit Noah nach der Sintflut, den Friedensbogen in den Wolken (rechts), die Arche, den Fisch im Wasser und die Taube mit dem Ölzweig.

### Weihnachtsfenster
Zu dem zweiten Fenster schrieb Müller-Linow:
„Das Hirtenfenster, dem eine Zeichnung meines Freundes Naethe zugrunde liegt, war beinahe fertig. Da konnte der Hund nicht bellen (rechts unten), weil das Blei dafür keinen Platz ließ. Und neu mußte er geschnitten werden.“
Die Engel im helleren Lichtschein als der Mond verkünden den schlafenden und geblendeten Hirten „Friede auf Erden“.

### Osterfenster
Das dritte Fenster ist das Osterfenster. Es erzählt in seinen farbenprächtigen Bildern vom letzten Abendmahl bis zur Auferstehung. Im Zentrum der Kelch mit den Hostien, gerahmt von Wänden der rechteckigen Häuser in Israel mit Tür und Fenstern. Wiederum gerahmt von den roten Wundmalen Jesu in den Handflächen.
Im oberen Teil der Raute befindet sich links ein kleines Halbrund der aufgehenden Sonne mit Friedenstaube und der offenstehenden Grabhöhle.
Im unteren Teil der Raute stehen die Jünger  ängstlich beisammen. Ihnen erscheint der Auferstandene mit den Worten: "Friede sei mit euch." Am Boden hockt der ungläubige Thomas, der erst glauben will, nachdem er die Wundmale Jesu berührt hat.

### Paradiesfenster
Die Bildsprache des vierten Fensters erzählt vom messianischen Friedensreich, wie es der Prophet Jesaja beschreibt (Jesaja 11, 5-8):
"Da werden die Wölfe bei den Lämmern wohnen und die Panther bei den Böcken lagern. Ein kleiner Knabe wird Kälber und junge Löwen und Mastvieh miteinander treiben. Kühe und Bären werden zusammen weiden, dass ihre Jungen beieinander liegen, und Löwen werden Stroh fressen wie die Rinder. Und ein Säugling wird spielen am Loch der Otter, und ein entwöhntes Kind wird seine Hand stecken in die Höhle der Natter."
Der prophetischen Weissagung hat der Künstler die Hoffnung auf ein neues Paradies hinzugefügt, mit dem Paradiesbaum in der oberen Hälfte der Raute.

### Gemeindefenster
Das fünfte Fenster stellt den Schluss der bildlichen Erzählungskomposition zum Frieden dar. Zu sehen ist die christliche Gemeinde nach der Apostelgeschichte 2,42: "Sie blieben beständig in der Lehre der Apostel und in der Gemeinschaft und im Brotbrechen und im Gebet."
Die Gemeinde lebt miteinander in Brotbrechen und Gebet. Darüber ist die Friedenskirche zu sehen.

### Bildergalerie der Fenster

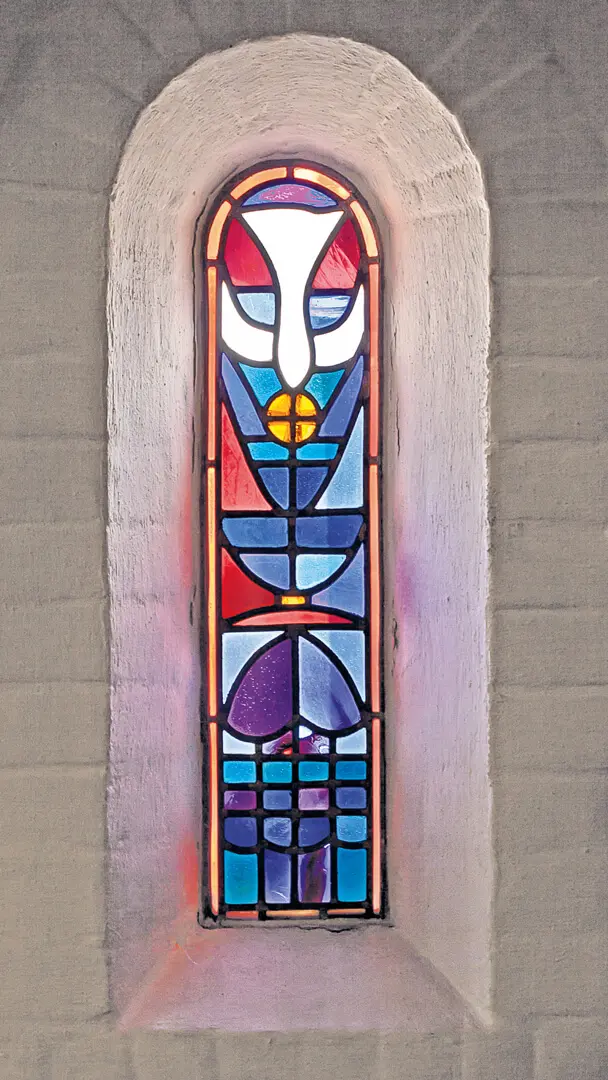
Tauffenster am Taufbecken

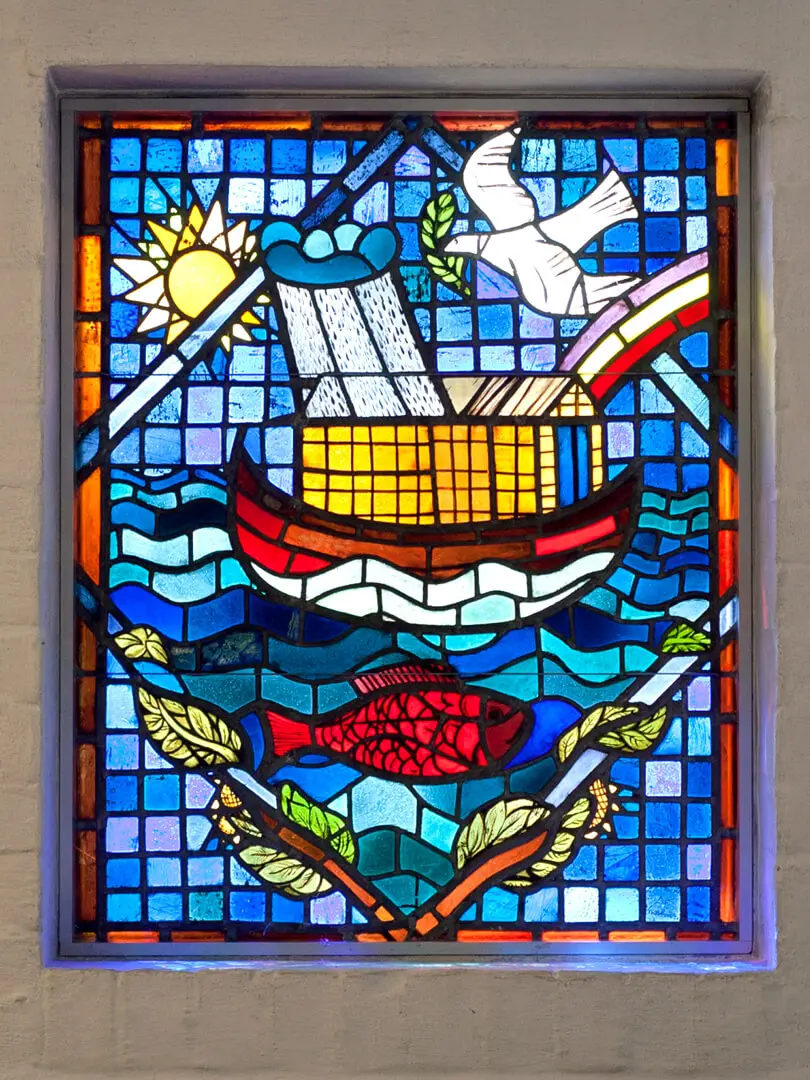
Sintflutfenster
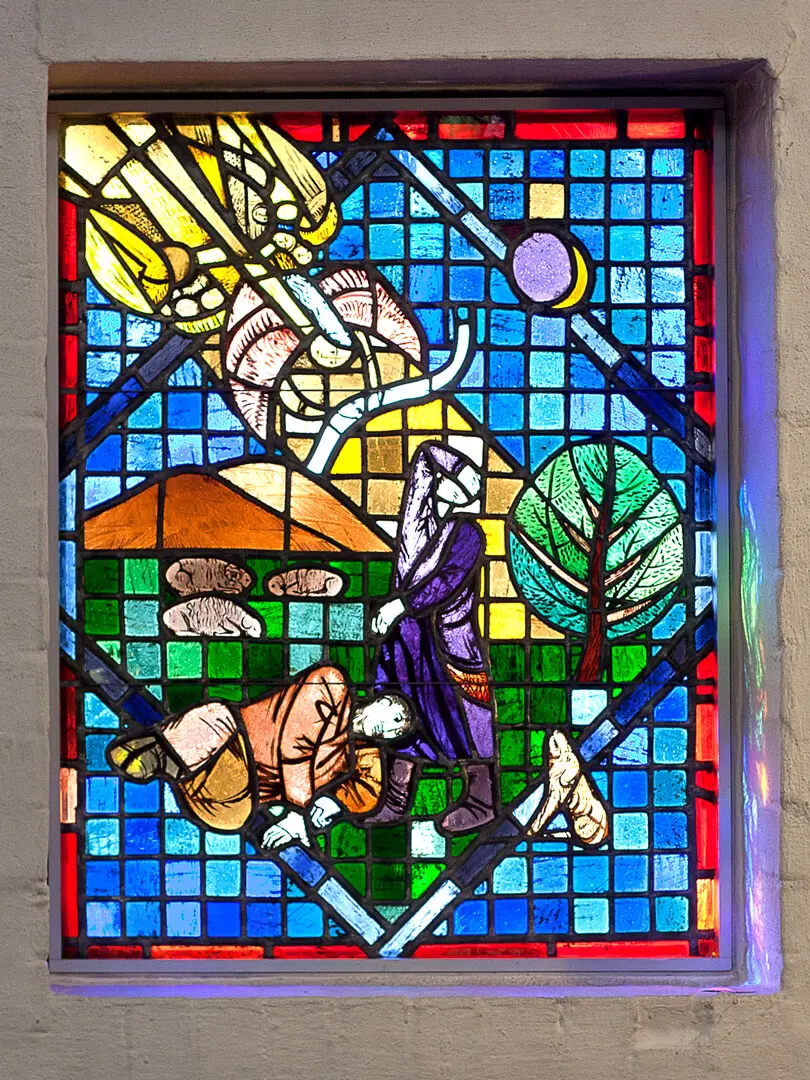
Weihnachtsfenster
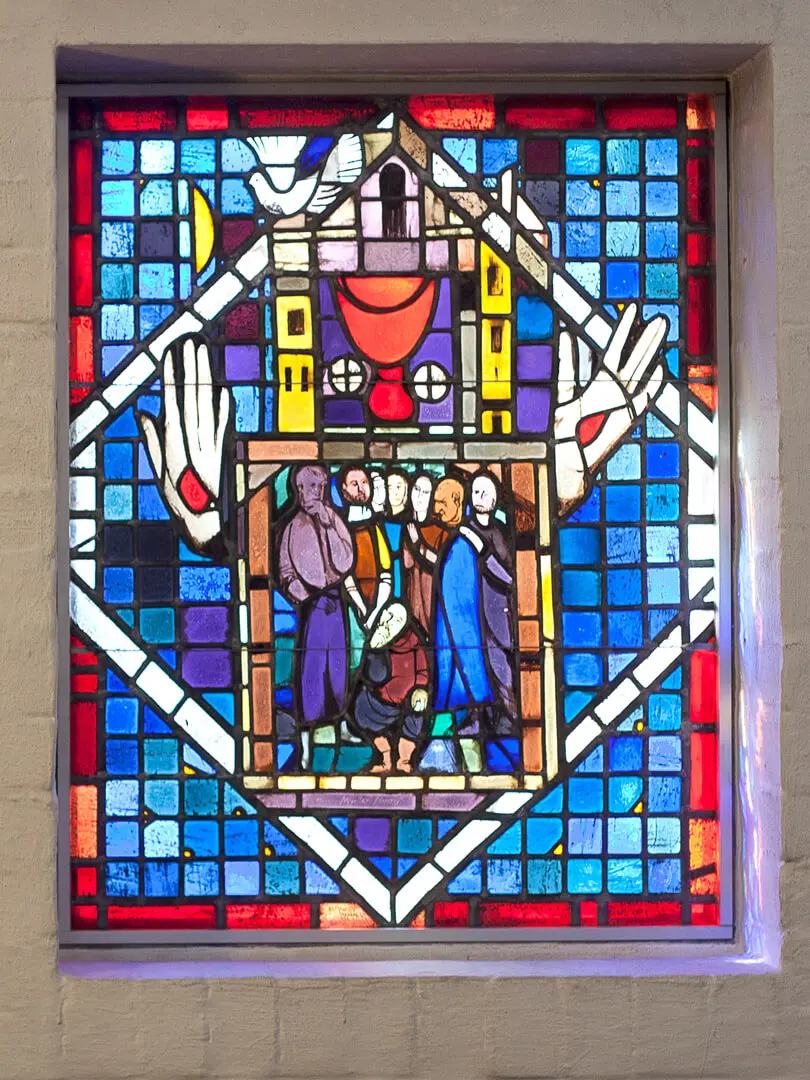
Osterfenster
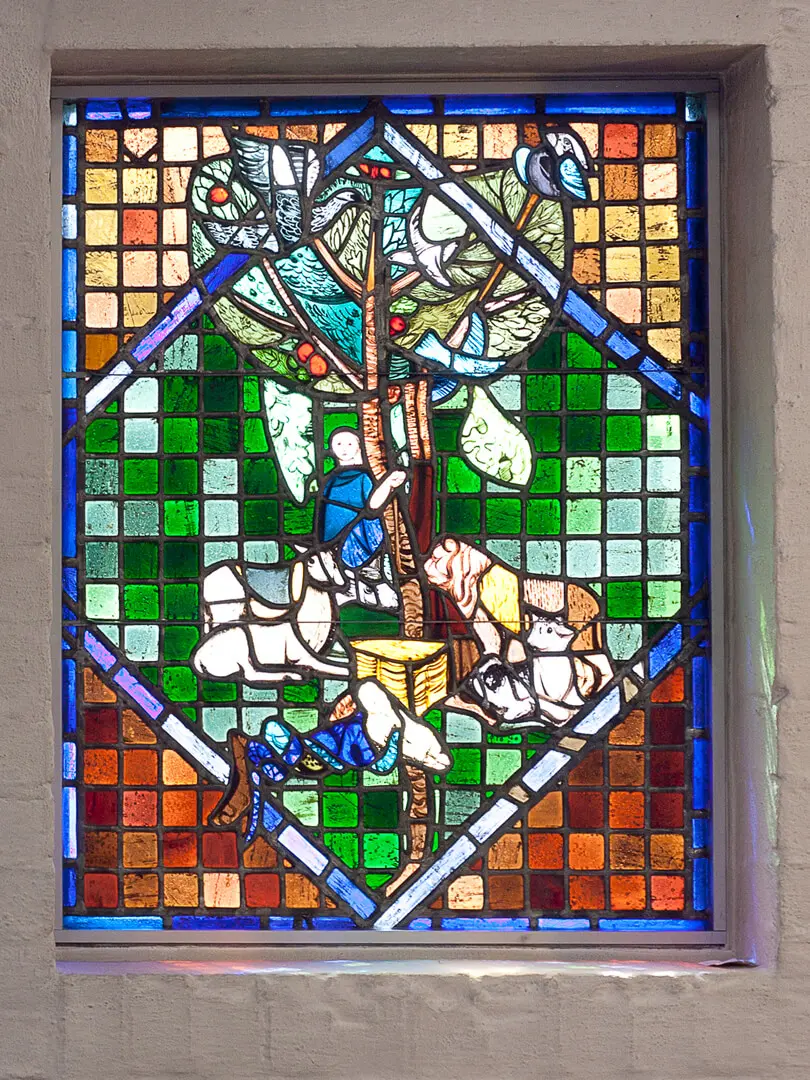
Paradiesfenster
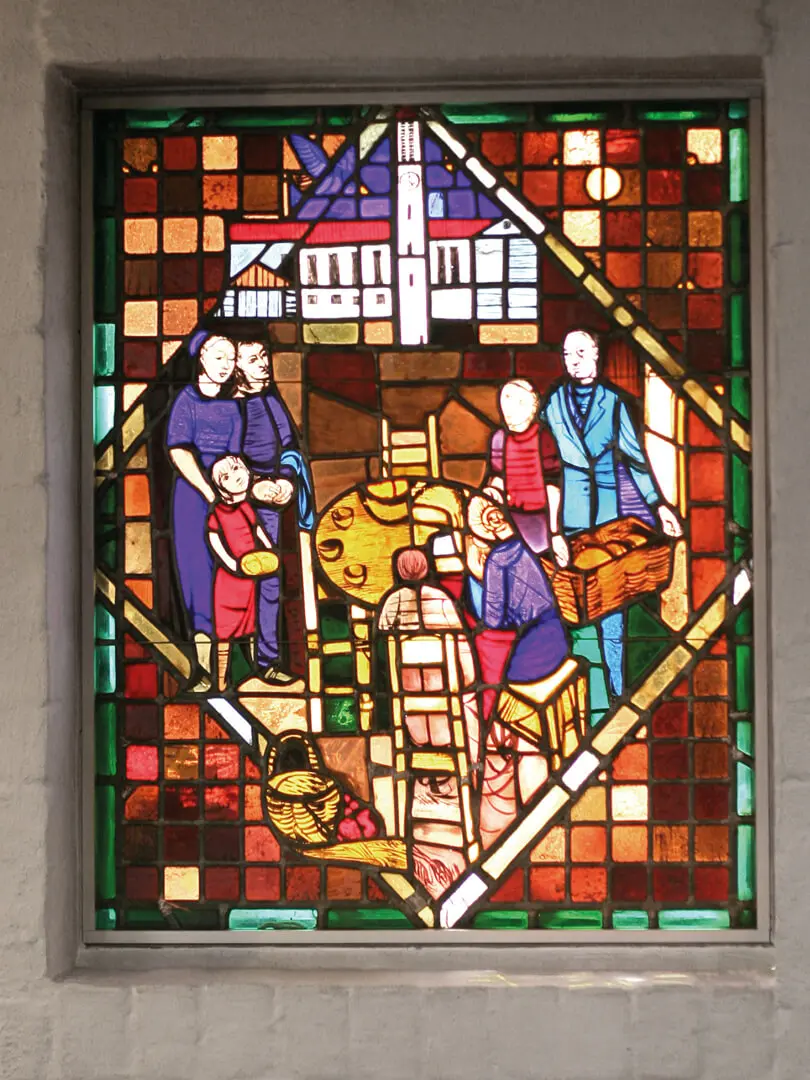
Gemeindefenster

## Tauffenster am Taufbecken
Über dem sandsteinfarbenen Taufbecken mit Bronzehaube und eingelassener Bronzeschale ist das Tauffenster in das Mauerwerk integriert. Dies stellt das kleinste der sechs Glasfenster des Darmstädter Künstlers Bruno Müller-Linow dar. Es zeigt eine Taube für den Heiligen Geist und das zweite evangelische Sakrament: Hostie (Brot) und Kelch (Wein) für das Abendmahl.

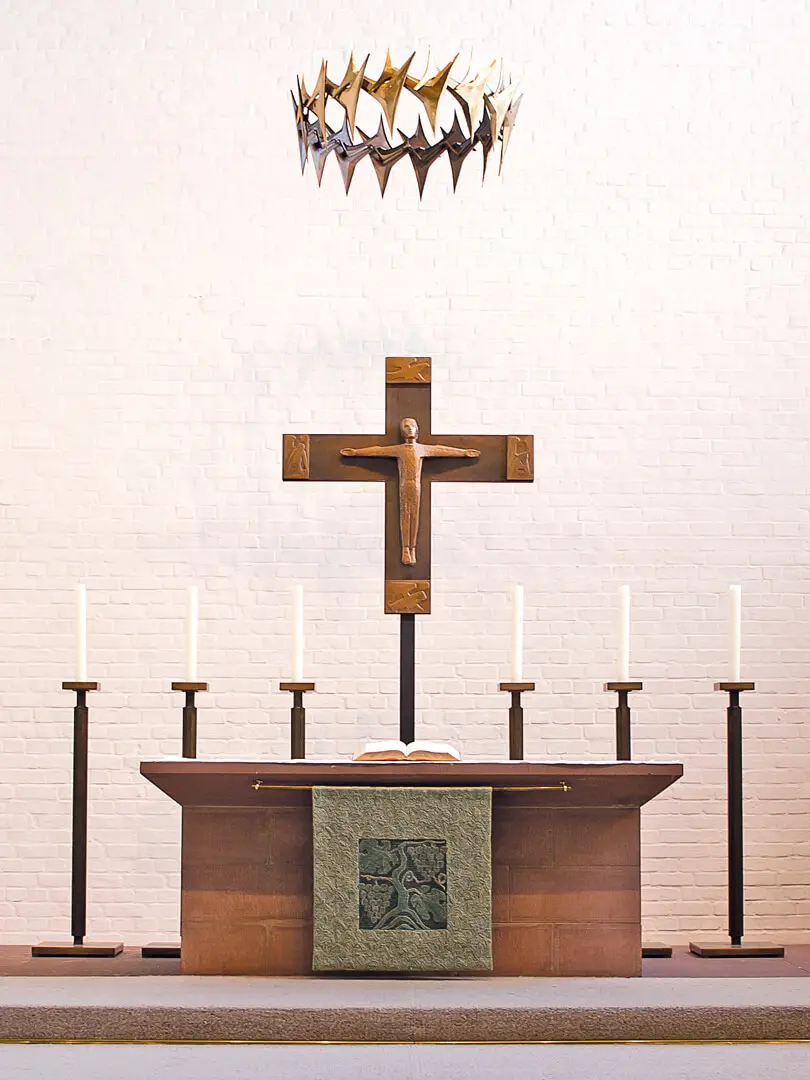
Kreuz und Dornenkrone

## Kreuz und Dornenkrone
Das Kreuz und die darüber schwebende Dornenkrone gestaltete der Darmstädter Bildhauer Fritz Schwarzbeck (1902–1989). Viele freistehende Plastiken des Künstlers befinden sich im Stadtbild Darmstadts.
Seine Kreuz-Darstellung geht auf Vorbilder des Triumphkreuzes aus romanischer Zeit (bis 1250) zurück. Hier erscheint Christus als präexistenter Gott am Kreuz, der den Tod überwunden hat, frei von Schmerzen.
Christus steht aufrecht, nur wenig bewegt, durch Hände und Füße mit vier Nägeln ans Kreuz geschlagen (Viernageltypus). Er ist mit einem knielang herabfallenden Lendentuch bekleidet. Es ist eine über den Tod triumphierende Darstellung nach der Theologie des Johannes-Evangeliums, anstelle eines leidenden Jesus in den anderen Evangelien.
Die schwebende, vergoldete Dornenkrone über dem Kreuz hat ihr Vorbild in den monumentalen Triumphkreuzen mittelalterlicher Kirchen, die an prominenter Stelle im Chorbogen befestigt waren. Die Dornenkrone symbolisiert einen Teil der Leidensgeschichte Jesu: Als "König der Juden" wurde er von römischen Soldaten mit einem Geflecht aus Dornenzweigen als Krone gedemütigt, verspottet und gequält (Mt 27,29). Man richtete ihn mit der Dornenkrone hin, wie sie übergroß über dem Kreuz schwebt.
Die schwebende Krone über dem Kreuz lehnt sich an einen Vers aus der Offenbarung des Johannes an: „Sei getreu bis an den Tod, so will ich dir die Krone des Lebens geben.“ (Offb. 2,10)
Die vier Enden des Kreuzes sind mit christlicher Ikonografie der vier Evangelisten versehen.

Ihre Deutung lautet:

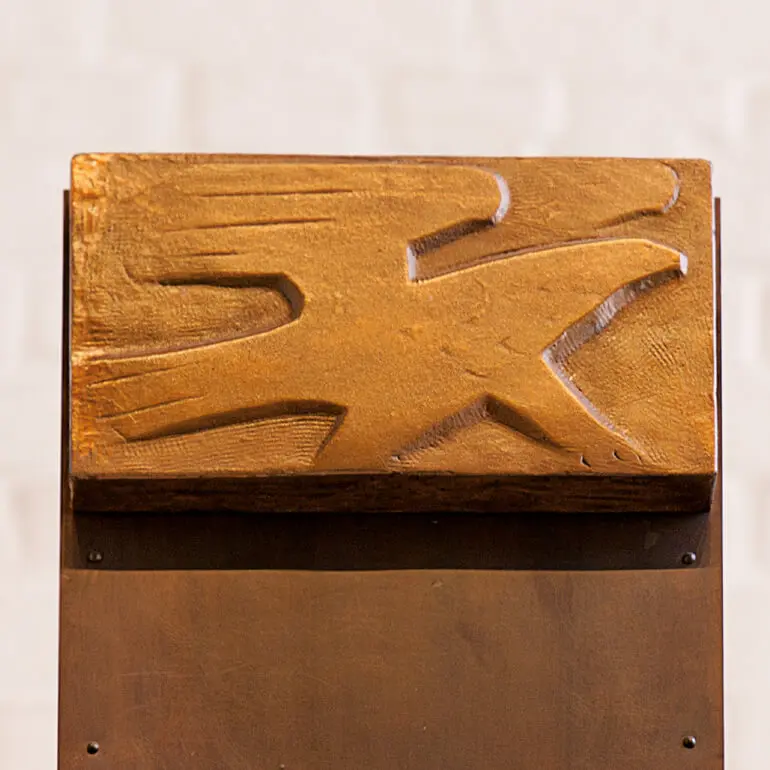
Johannes: Adler (hoher Flug der Anbetung), Erhabenheit der Gedanken und Wünsche.
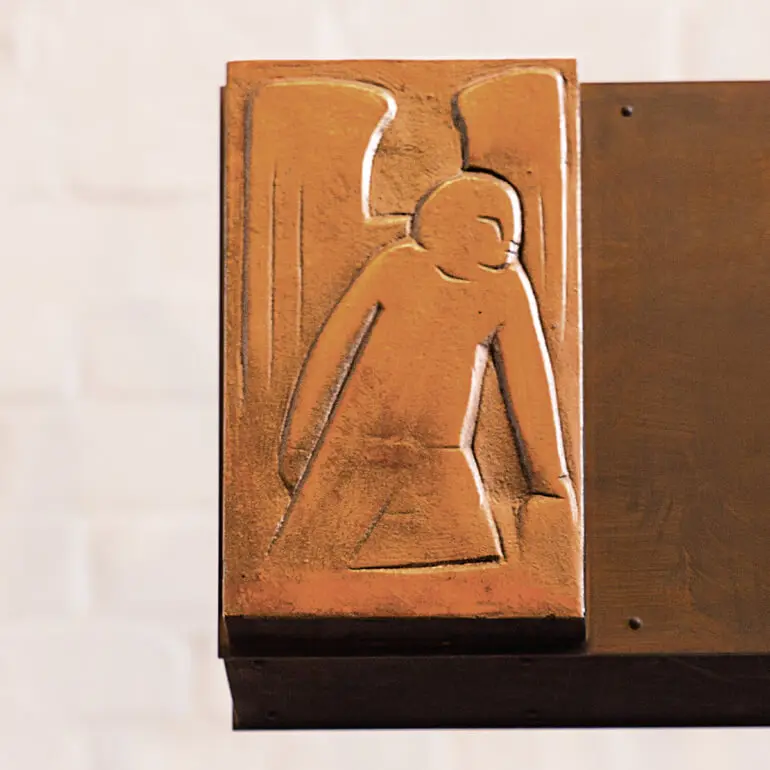
Matthäus: Mensch mit Flügeln (Engel), in ihm sah man die Weisheit.
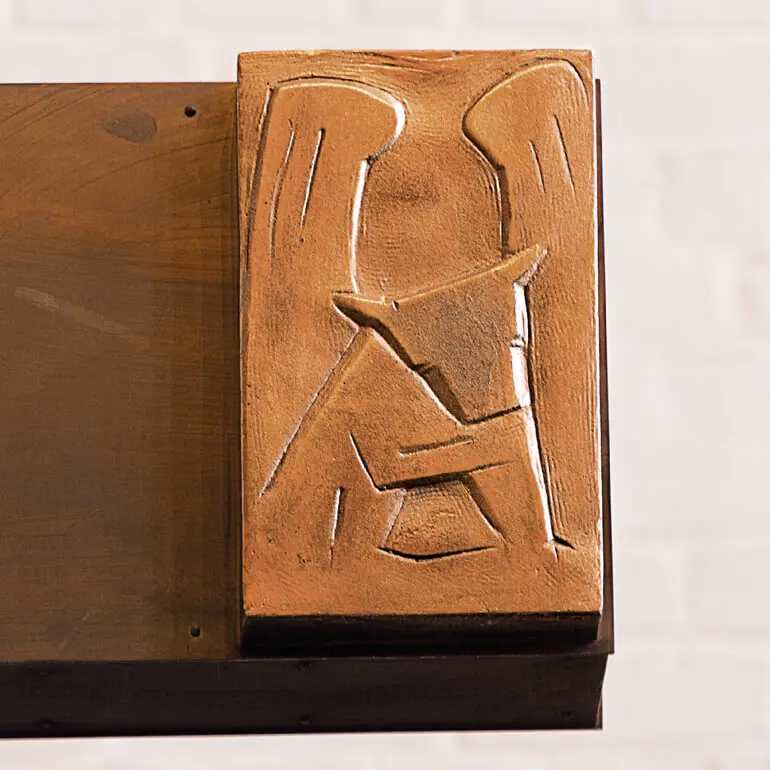
Lukas: Stier/Ochse (Opfertier), für Fügsamkeit und Geduld.
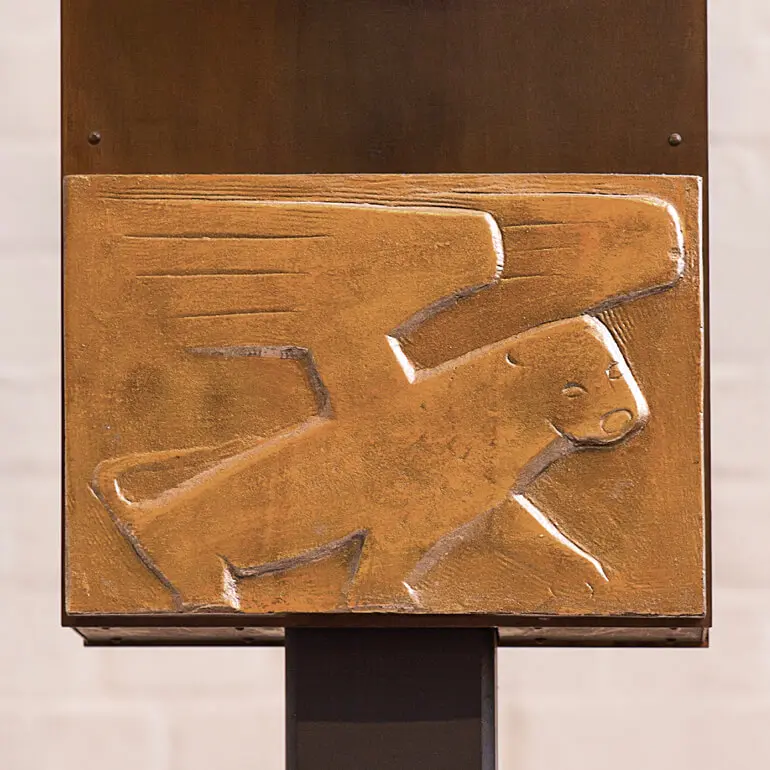
Markus: Löwe, steht für Mut und Kraft.

## Christliche Symbole im Altarraum

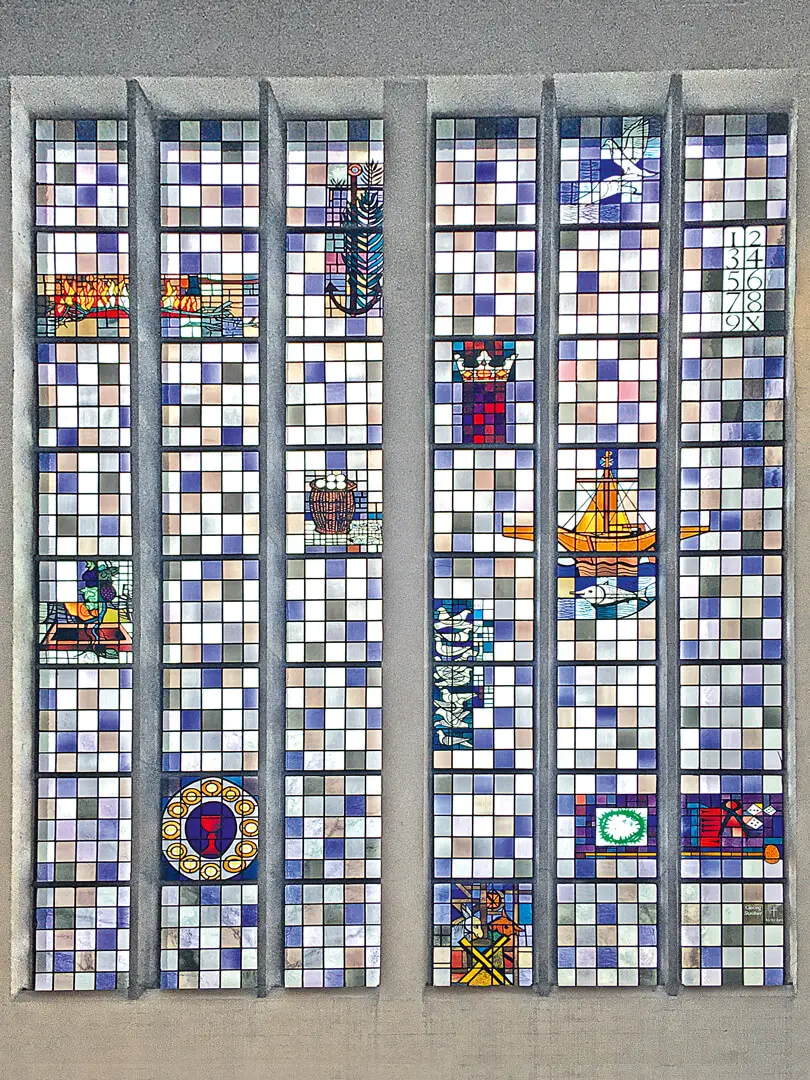
Christliche Symbole im Altarraum

Die hohen, lichten Fenster im Altarraum entwarf der Darmstädter Hochschullehrer für freies Zeichnen an der TH Darmstadt Bruno Müller-Linow (1909–1997). Die eingefügten christlichen Symbole geben bei hellem Lichteinfall auf dem Marmorweiß  der gegenüberliegenden Altarwand farbige Reflexe wieder.
Die bunten Antikglasscheiben wurden durch eine Stiftung von Georg Ströher gespendet (kleine Glasscheibe rechts unten: Name und Todestag).
Im linken gro en Chorfenster sieht man von unten nach oben sakramentale Symbole: Der rote Kelch steht für das Blut Christi und befindet sich in der Mitte eines Ovals mit zwölf Kreisen für die zwölf Jünger. Sie weisen auf das im Altarraum gefeierte Abendmahl hin.
Darüber ist das offene Grab, aus dem heraus der Weinstock wächst – als Bezug zur Auferstehung und dem Jesuswort: „Ich bin der Weinstock, ihr seid die Reben“.
Der Korb mit den fünf Broten und zwei Fischen erinnert an die Speisung der Fünftausend sowie an das Jesuswort „Ich bin das Brot des Lebens“. (Joh 6,25)
Ein brennender Baum mit einem Beil steht für die Bußmahnung Johannes des Täufers: „Welcher Baum nicht gute Früchte bringt, wird abgehauen und ins Feuer geworfen“. (Mt 3,10; Lk 3,9)
Doch daneben das Hoffnungssymbol: Christus, der Anker und die Friedenspalme.
Im rechten großen Chorfenster ist ganz unten die Krippe mit den Tieren für Weihnachten zu sehen.
Die Dornenkrone mit den Marterwerkzeugen und den Würfeln der Soldaten, die am Fuß des Kreuzes um das Gewand Jesu spielen, nehmen Bezug auf Karfreitag.
Das Taubensymbol hat mehrfache Bedeutung: Als Zeichen des Friedens in der Sintflutüberlieferung, für die Taufe Jesu am Jordan und für die Ausgießung des Heiligen Geistes an Pfingsten.
Das Schiff in der Mitte ist Zeichen der Christenheit, im Anschluss an die Geschichte von der Stillung des Sturmes: „Fürchtet Euch nicht“. Das Schiff, das sich Gemeinde nennt, fährt durch die Stürme der Zeit.
Als Obrigkeitssymbol deutet der Künstler das nächste Zeichen, aber man kann auch an die Christkönigskrone denken.
Die Tafel der Zehn Gebote und noch ein Taubensymbol schließen die Symbolik der Fenster nach oben ab. Dass die Taube auf einer Hand sitzt, erinnert an Noah, der die Taube freudig in Empfang nimmt, da sie mit einem Ölzweig zurückkehrt und Land in Sicht scheint.

## Orgel

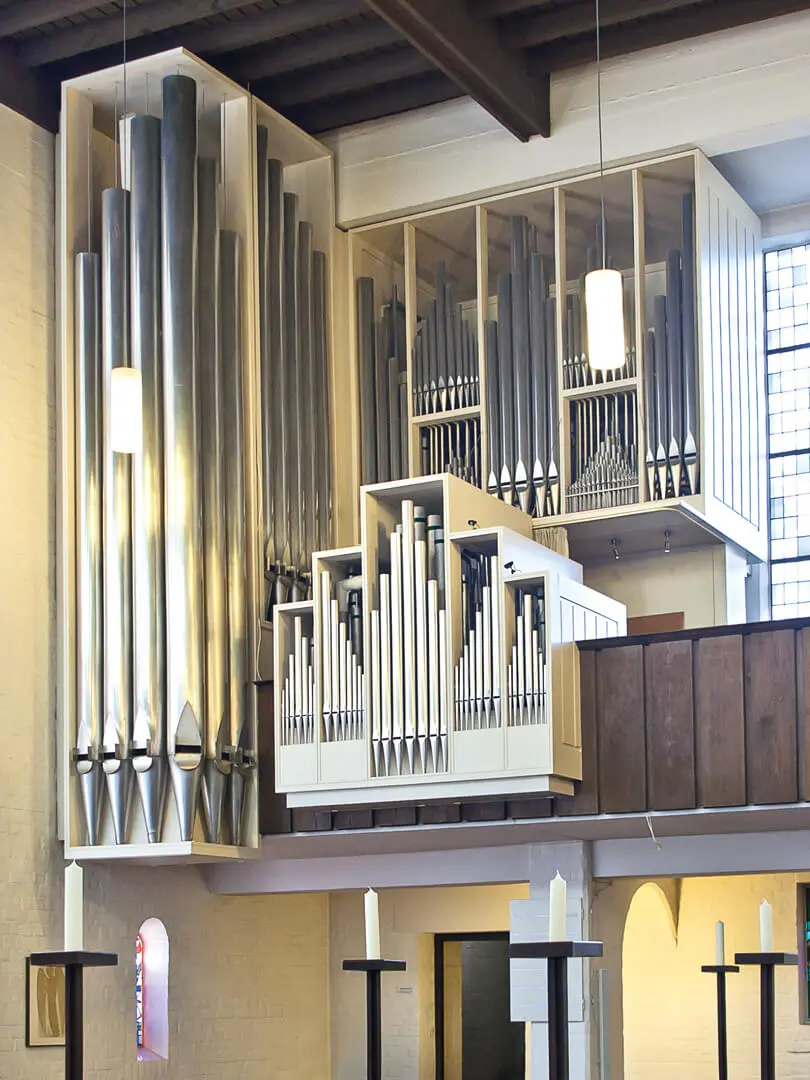
Orgel

### Allgemeines
Schon mit den ersten Entwürfen für den Bau der Friedenskirche wurde klar, dass die Westempore für eine Orgelaufstellung keine günstigen Maßverhältnisse bekommen würde. Die Empore sollte ziemlich tief und sehr breit werden, die Höhe zwischen dem Fußboden auf der Empore und der Kirchendecke war für die Orgel zu gering.
Aus Professor Grubers Mitarbeiterkreis kam der Vorschlag, die Orgel auf der Südseite des Kirchenschiffs auf einer eigens dafür errichteten Musikempore an der Turmwand aufzustellen. Dieser Vorschlag wurde vom Kirchenvorstand bald angenommen.
Als man dann jedoch in die ersten konkreten Verhandlungen mit der Berliner Orgelbauwerkstatt Schuke eintrat, zeigte sich bei näherer Untersuchung, dass der für die Orgel vorgesehene Raum immer noch etwas zu knapp bemessen war. Es wurde deshalb der Vorschlag gemacht, die Empore wegfallen zu lassen und die Orgel zu ebener Erde aufzustellen und ganz natürlich in die Höhe zu entwickeln.
Dies wäre bei guter Raumausnutzung ohne große Schwierigkeiten möglich gewesen. Der Taufstein hätte dann eben einen anderen Platz in der Kirche finden müssen. Doch der Vorschlag scheiterte an den Fürsprechern des kleinen Fensters hinter dem Taufstein.
Um diese Stelle dennoch zu ermöglichen, wurde auf die Weiterführung des Pfeilers auf der Orgelempore verzichtet. Die Orgel setzt nun den Rhythmus der Pfeileranordnung fort; sie hatte so den unumgänglich notwendigen halben Meter gewonnen. Professor Schuke war nun bereit, die Orgel zu bauen.
Um für das Hauptwerk die erforderliche Höhe zu gewinnen, entschlossen sich die Mitarbeiter der Berliner Orgelbauwerkstatt, den Blasebalg unter der Windlade des Hauptwerks nicht wie üblich liegend, sondern aufrecht stehend anzuordnen. Dieser Entschluss war ein Wagnis, denn man hatte noch keinerlei Erfahrungen mit einer solchen Anordnung und bei einer so großen Windlade hätte es leicht ein Misserfolg werden können. Außerdem waren alle Beteiligten dafür, die Spielanlage der Orgel so klein wie möglich zu halten.
Es ließ sich überdies nicht umgehen, die gesamten Konstruktionszeichnungen und Grundrisse, insbesondere die der Pfeifenaufstellung, in natürlicher Größe anzufertigen – bei einem solchen Projekt eine besondere Herausforderung. Um für den Prospekt eine möglichst unverkrampfte Gestaltung zu erzielen, musste man noch darauf verzichten, die beiden größten Pfeifen des Principal 8‘ im Hauptwerk in den Prospekt zu stellen.
Am Anfang des Jahres 1966 war dann endlich der Prospekt- und Gehäuseentwurf fertiggestellt. Die zum Teil erheblichen technischen Probleme nahmen noch ziemlich viel Zeit in Anspruch. Ende Juni 1966 wurde das Stahlgerüst montiert und das Gehäuse aufgestellt. Anschließend kamen die Orgelteile und der größte Teil der Pfeifen hinzu. Dann erfolgten die allgemeine Montage der Orgel und der Einbau der Pfeifen. Das Gehäuse erhielt einen weißen Anstrich. Die Orgelabnahme fand am 6. Oktober 1966 nach eingehender Prüfung durch den landeskirchlichen Orgelsachverständigen Hans Martin Balz statt und beendete die Arbeiten.

### Aufbau und technische Angaben zur Orgel
Anordnung
Das Hauptwerk der Orgel steht hoch über der Empore. Im Prospekt zu sehen sind die großen Pfeifen des Principal 8' und in den kleinen unteren Feldern die Pfeifen des Kornett 5fach. In die Brüstung eingelassen ist das Rückpositiv mit dem Principal 4' im Prospekt. An der Stirnwand der Kirche ist das Pedalwerk aufgestellt. Seine Prospektpfeifen sind die großen Pfeifen des Principal 16'. Das Pedalwerk steht auf zwei Windladen. Die untere Windlade liegt unmittelbar hinter den großen Prospektpfeifen, die obere Windlade liegt hinten an der Turmwand auf der gleichen Höhe wie die Windlade des Hauptwerks. Unter der oberen Pedalwindlade wurde das Gebläse eingebaut. Der Spieltisch mit der schwenkbaren Registrieranlage befindet sich am Unterbau des Hauptwerks.
Technik und Material
Die Spieltraktur ist mechanisch. Ihre Zugdrähte, Wellen und Ventile sind aus Aluminium, alle Lager sind als Spitzenlager ausgeführt. Die Registertraktur ist elektrisch. Die erforderlichen Bewegungen führen besonders dafür konstruierte Motoren der Firma Otto Heuß in Lich aus. Das Konstruktionsholz für die Windladen ist hauptsächlich Spo-Mahagoni. Alle Holzteile, die sich auf gar keinen Fall verziehen dürfen, sind aus besonderen Sperr- und Stäbchenplatten gebaut. Die Pfeifen sind aus Zinn-Bleilegierung. Zwei Register sind aus Holz: Der Subbaß 16' aus Mahagoni und die Posaune 16' aus Brasilkiefer.
Disposition
In ihren Grundzügen stand die Disposition von Anfang an fest. Schon von den Aufstellungsmöglichkeiten her schien eine Orgel mit Hauptwerk, Rückpositiv und Pedal die beste Raumausnutzung zu gewährleisten. In jedem der drei Werke sollte ein lückenlos ausgebauter Principalchor stehen, im Hauptwerk basierend auf Principal 8', im Rückpositiv auf Principal 4' und im Pedal auf Principal 16'. Daneben sollten im Hauptwerk noch Begleitregister und im Rückpositiv eine Anzahl von Solo-Registern bereitstehen. Entsprechend der großlinigen Verteilung der Labialregister sollten möglichst nur langbecherige Zungenstimmen vorgesehen werden. Dank der relativ günstigen Finanzlage konnten am Schluss noch im Hauptwerk und im Pedal der Zungenchor vervollständigt werden.
Viel Überlegung wurde auf die Besetzung der Solo- und Begleitregister verwendet. Soloregister sind im Rückpositiv: Quinta dena 8', Flûte douce 4', Waldflöte 2', Nazard 23/3' und Sesquialtera 2fach. Begleitregister sind im Hauptwerk: Gedackt 8', Rohrgedackt 4' und Spitzgambe 8'. Auch der Principal 8' ist durchaus im Stande, Begleitaufgaben zu übernehmen. Ganz bewusst wurde im Rückpositiv die Zweifußlage doppelt besetzt. Die Oktave 2' erfüllt Plenofunktionen und übernimmt, mit der Rohrflöte 8' zusammen registriert, mehrstimmige Partien. Die Waldflöte 2" wird, mit der Rohrflöte 8' zusammen registriert, einstimmig gespielt, vorzugsweise in Triosätzen.
Weite Zweifußflöten verlieren bei mehrstimmigem Spiel viel von ihrem Charakter, der gespielte Satz klingt flach und ziemlich unplastisch. Der fünffache Kornett im Hauptwerk kann auch solistisch gespielt werden, begleitet vom Rückpositiv. Mit den Trompeten 8' und 4' zusammen ergibt der Kornett das sogenannte Grand Jeu, wie es die Franzosen wegen der farbigen Klangpracht nennen. Den physikalisch bedingten Lautstärkeabfall derZungenpfeifen im Diskant vermag der Kornett auszugleichen, ohne den typischen Charakter der Zungenregistrie-rung zu verwischen.
Es war das Ziel der Disposition, sämtliche Funktionen des Pleno- und Solospiels klar aufzuteilen, jedem Register die seiner Eigenart gemäße Spielweise zuzuordnen und jede Gruppe möglichst ohne Aussparung auszubauen. Die sehr genau und sorgfältig überlegten Mensuren konnten so den Charakter der einzelnen Register besonders unterstreichen.
| Hauptwerk (oberes Manual) | Rückpositiv (unteres Manual) |
| --- | --- |
| - Principal 8‘ - Gedackt 8‘ - Spitzgambe 8‘ - Oktave 4‘ - Rohrgedackt 4‘ - Hohlquinte 22/3‘ - Oktave 2‘ - Cornett 5fach ab fis/o - Mixtur 2‘ 5-6fach - Scharf 2/3‘ 4fach - Trompete 16‘ - Trompete 8‘ - Trompete 4‘ - Winddruck 70 mm Wassersäule (Tremulant) | - Rohrflöte 8' - Quintadena 8' - Principal 4' - Flûte douce 4' - Nazard 22/3' - Oktave 2' - Waldflöte 2' - Sesquialtera 2fach - Mixtur 11/3' 4-5fach - Fagott 16' - Oboe 8' - Winddruck 60 mm Wassersäule (Tremulant) |

| Pedal untere Windlade                                                                               | Pedal obere Windlade                                                                                           |
| --------------------------------------------------------------------------------------------------- | --- |
| - Principal 16' - Oktave 8' - Posaune 16' - Trompete 8' - Trompete 4' - Winddruck 80 mm Wassersäule | - Subbaß 16‘ - Gedackt 8‘ - Hohlflöte 4‘ - Hintersatz 4‘ 5fach - Mixtur 1‘ 3fach - Winddruck 75 mm Wassersäule |

Erbauer: Berliner Orgelbauwerkstatt GmbH Professor Karl Schuke
(Quelle: Die neue Orgel, Orgeleinweihung 1966, o. Autor, o. Jg. o. O.)

## Engel mit Harfe

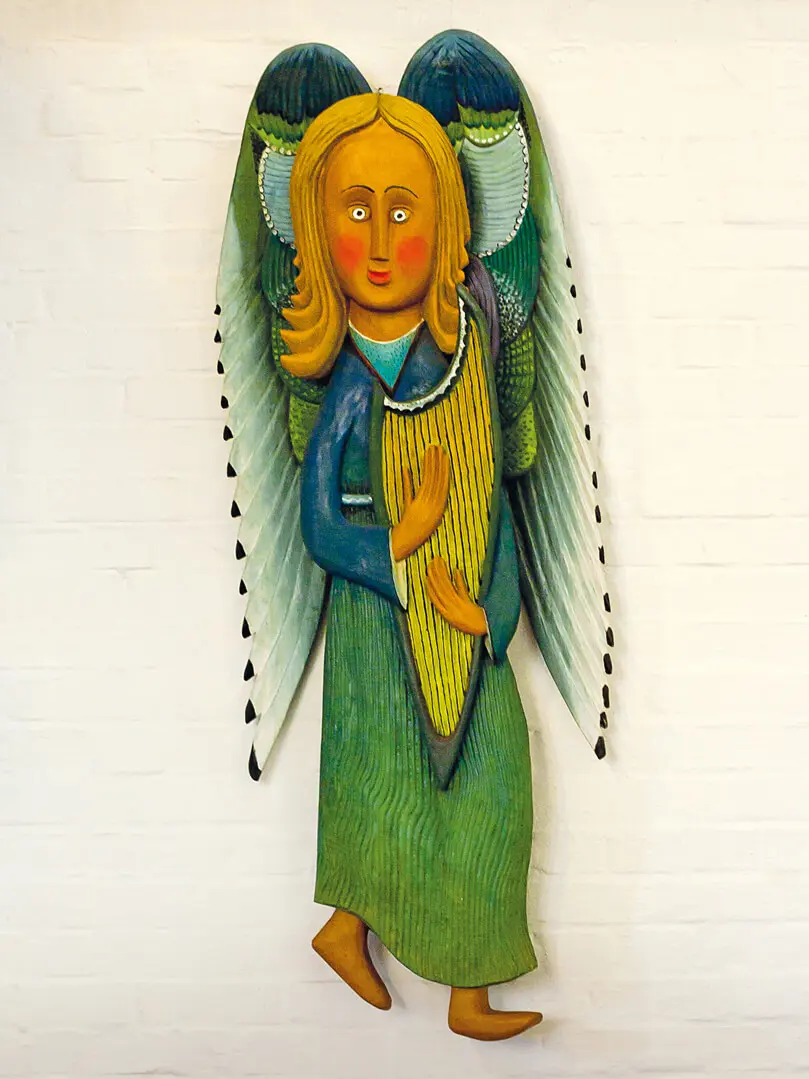
Engel mit Harfe

Der Harfe spielende Engel unter der Empore wurde von dem polnischen Bildhauer Eugeniusz Zegadło (* 1943) in Krzyszka bei Kielce geschaffen. Der Künstler entstammt einer Schnitzer familie mit langer Tradition.
Die Karriere von Eugeniusz Zegadło begann durch Zufall 1960. Er wurde gerade 17 Jahre alt, als eine Ethnographin aus dem Museum in Kielce die Familie wegen der Holz - spielsachen besuchte, da der Familienname Zegadło dafür ein Begriff war. Jedoch stieß sie statt auf Spielzeug auf Skulpturen, die bei ihr sofort Begeisterung hervorriefen. Eine wurde sofort bestellt und an das Nationalmuseum Kielce verkauft.
In den siebziger Jahren gestaltete der Künstler Skulpturen zu sakralen Themen. Später widmete er sich mehr dem menschlichen Alltagsleben. Er entwickelte eine eigene ex - pressive, unverkennbare Art.
Gegenwärtig international anerkannt, folgt er unermüdlich seinem eigenen Stil. Seine Werke werden in internationalen Museen und Galerien, öffentlichen und privaten Sammlungen gezeigt. Er wurde mehrfach ausgezeichnet und geehrt.

## Erzengel Gabriel

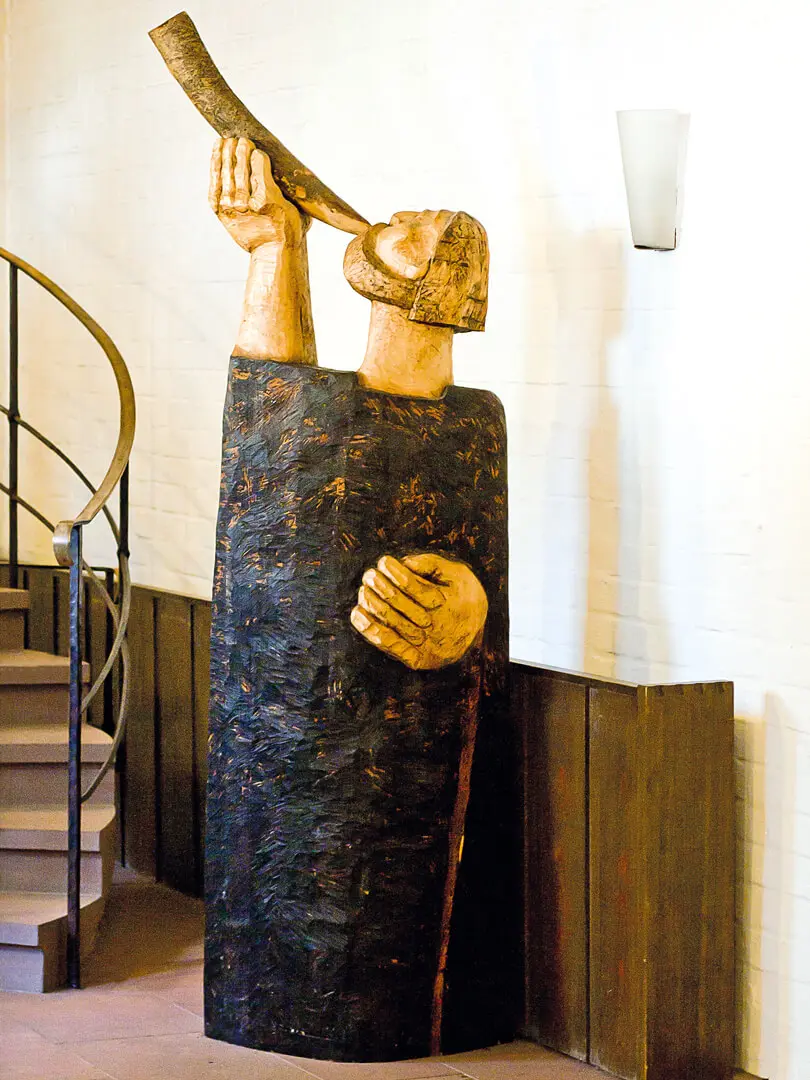
Erzengel Gabriel

Der Erzengel Gabriel im Vorraum der Kirche wurde von dem polnischen Bildhauer Kasimierz Kowalczyk (* 1961), genannt Kasek, geschaffen.
Er studierte von 1981 bis 1986 in Danzig Schnitzwerk an der Staatlichen Hochschule der Bildhauerkunst. Anfang 1988 erlitt er einen schweren Unfall. Die zwei Jahre andauernde Behandlung und der Genesungsprozess brachten ihm Gott näher. Alles was Kazik erarbeitet, durchdringt sein brennender Glaube.
Sein Werkstoff ist Holz und seine Skulpturen stellen bib - lische Personen dar, die ihr Vertrauen auf Gott setzen. Durch die Verbindung zweier kontrastreicher Holzarten, Mooreiche und Linde, entstehen beeindruckende, tief - schichtige Holzfiguren.
Dazu heißt es in unserem Gemeindebrief von 1996:
„Unsere Friedensgemeinde ist seit Anfang November im Besitz einer 2 Meter großen Holzskulptur, die den Erzengel Gabriel zeigt. [...] Wie kam es dazu, daß der lebensgroße Engel nun unsere Kirche ziert? Die Werbegemeinschaft Luisencenter kam auf die löbliche Idee, Herrn Kowalczyk zu bitten, dieses Kunstwerk zu er stellen, ihm diese Plastik dann abzukaufen und sie einer Kirchengemeinde in Darmstadt zu schenken. Pünktlich zum diesjährigen Kunst- und Handwerks-Markt im Luisen - center war das Kunstwerk fertig und wartete darauf, in einem feierlichen Rahmen übergeben zu werden. Auf unsere Friedensgemeinde fiel das Los der Zuteilung. Wir freuen uns über diese Entscheidung, und danken sowohl dem Künstler aus Polen, als auch der Werbegemeinschaft Luisencenter für diese großartige Gabe. Fortan soll der Engel Gabriel in der Eingangshalle unserer Kirche seinen Platz finden. Gabriel (hebräisch = Stärke Gottes) ist nach biblischer Überlieferung der eigentliche Herold Gottes, der Engel der Verkündigung, der Überbringer der bedeutenden heilsgeschichtlichen Botschaft: „Christ, der Retter ist da.“ Die Friedensgemeinde dankt für dieses weihnachtliche Geschenk.“

## Glocken
Die Tonfrequenzen bilden eine groß - terzmitteltönige Skala. Die um 1/4 syn - tonisches Komma temperierten Quin - ten der Mesotonik nähern sich den temperierten Quinten, die Mollterz - glocken von Natur aus als zweite Oberschwingung erzeugen. Die Groß - terzen a1-cis2 und d2- fi s2 sind schwe - bungsfrei. Die Frequenzen habe ich seinerzeit berechnet.
Das Geläute der St.-Fideliskirche, das auch von F.W. Schilling gegossen wur - de, ist auf das Geläute der Friedens - kirche abgestimmt. Auch dafür habe 12 Glocken ich die mitteltönigen Frequenzen be - rechnet. Abgesehen von der außer - gewöhnlichen Gießerkunst von F.W. Schilling trägt die mitteltönige Tempe - ratur zur besonderen Charakteristik dieser Geläute bei.“
Gewichte der einzelnen Glocken
- Ton a1: 954 kg
- Ton h1: 651 kg
- Ton cis2: 459 kg
- Ton d2: 383 kg
- Ton e2: 261 kg
- Ton fi s2: 200 kg
- Ton g2: 174 kg

(Quelle: Horst Bauer (ehemaliger Kirchenmusiker der Friedensgemeinde) in einer E-Mail vom 26. Sep. 2012 um 22:00, an Pfarrer Dr. König der Friedensgemeinde)

## Weihnachtspyramide

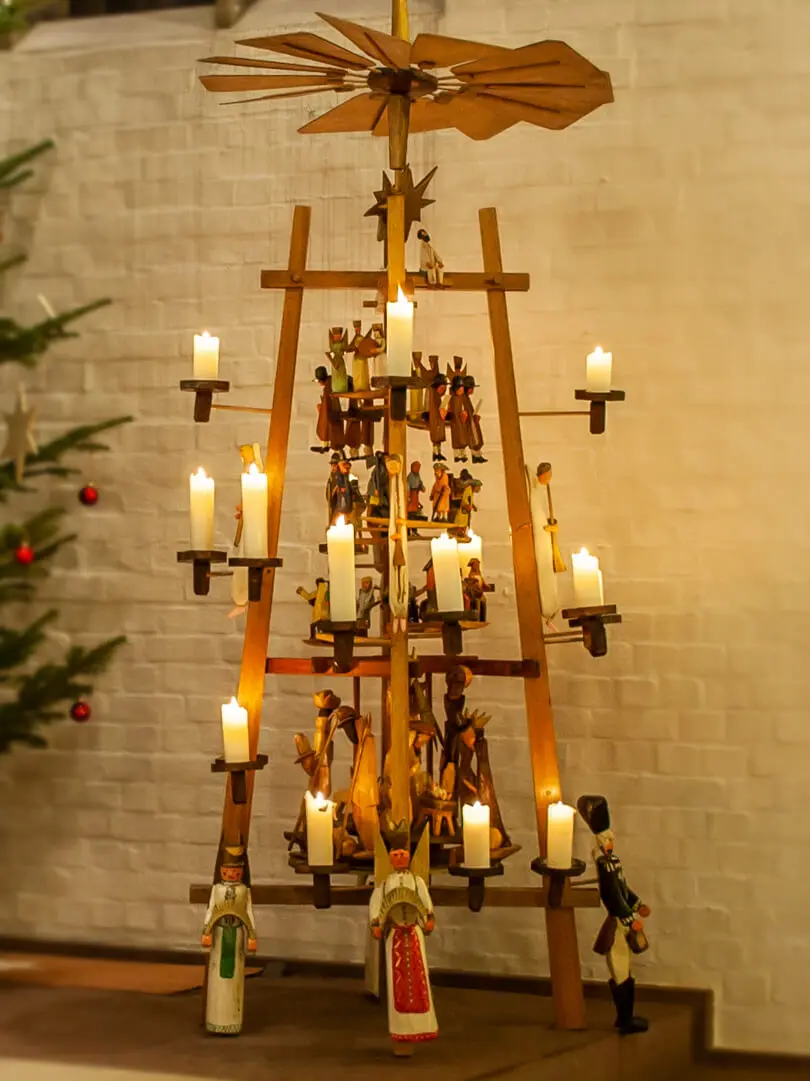
Weihnachtspyramide

Die Weihnachtspyramide stellte Joachim Röde her. Er wurde im Erzgebirge geboren und siedelte später nach Seeheim an der Bergstraße über. Er war Lehrer an der Gutenbergschule in Eberstadt.
Die Pyramide zeigt bekannte Motive aus der Weihnachtserzählung nach dem Evangelisten Lukas (Lk 2): Maria und Joseph mit dem Jesuskind in der Krippe, dazu Ochs und Esel. Darum herum bewegen sich die Hirten und die drei Weisen aus dem Morgenland.
Hinzu kommen Berufsgruppen aus dem Erzgebirge: Handwerker, Bauern, Holzfäller, Bergleute und Musikanten. Sänger und Engel verkünden die frohe Botschaft: „Ehre sei Gott in der Höhe und Friede auf Erden bei den Menschen seines Wohlgefallens.“ (Lk 2,14)
Die Pyramide wird von einem kleinen Elektromotor betrieben. Aufgrund der hölzernen Konstruktion knarzt es beim Drehen.

## Weihnachtskrippe

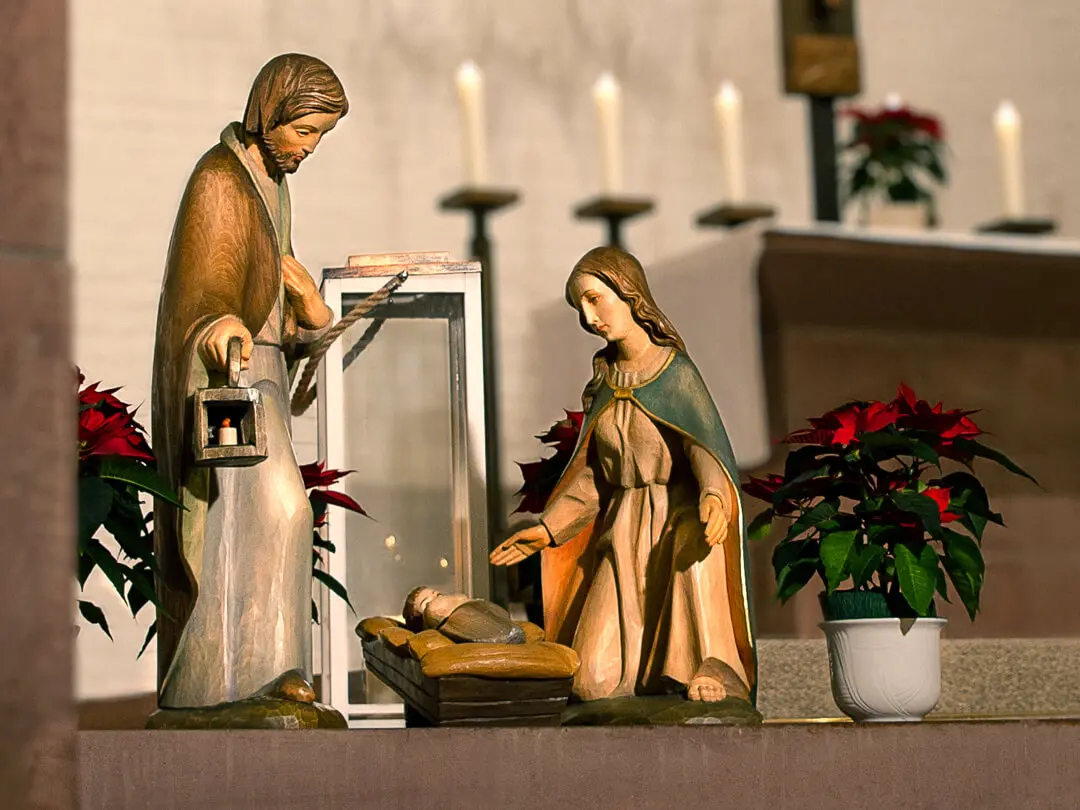
Weihnachtskrippe

Die Weihnachtskrippe wurde 1983 aus Oberammergau von Eltern der Kindertagesstätte der Friedensgemeinde gespendet.
Sie zeigt Motive aus der Weihnachtserzählung nach Lukas 2.

## Sonstiges
Die Friedensgemeinde hatte bisher mehrere Pfarrer:
- Der Pfarrer Otto Ring erlangte Bekanntheit durch die Worte am Sonntag, die er in den Jahren 1962–65 sprach.
- Lokal berühmt waren die Kumbaya-Gottesdienste, die ab Ende der 1960er Jahre gefeiert wurden und die moderne Elemente, insbesondere Musik, in die Liturgie integrierten.
- Mit Pfarrer Meinold Kraus verbinden viele Darmstädter die „Evangelische Stadtakademie“ Darmstadt, die er ab 1990 leitete.
- Seitdem die Friedensgemeinde über eine eigene Kirche verfügte, konnte das Gemeindezentrum der griechischen und der serbischen Gemeinde für Gottesdienste zur Verfügung gestellt werden.
- Später veranstalteten die Evangelische Hochschulgemeinde und die Katholische Hochschulgemeinde gemeinsame Veranstaltungen und auch Gottesdienste.
- Heute nutzen Äthiopier die Räume für ihre gottesdienstlichen Treffen. Damit ist das Thema Ökumene, das der Friedensgemeinde besonders am Herzen liegt, angesprochen.
- War die Friedensgemeinde bei ihrer Gründung eine junge Gemeinde mit vielen zugezogenen Familien, hatte sich der Arbeitsschwerpunkt zwischenzeitlich hin zu den mehrheitlich Älteren verlagert.[3]
- Friedenskirchen sind in einigen europäischen Staaten vorhanden, kunsthistorisch herausragend sind Schlesische Friedenskirchen (Weltkulturerbe).